# Goodyera perrieri
Goodyera perrieri är en orkidéart som först beskrevs av Rudolf Schlechter, och fick sitt nu gällande namn av Rudolf Schlechter. Goodyera perrieri ingår i släktet knärötter, och familjen orkidéer. Inga underarter finns listade i Catalogue of Life.